# 1990년 말레이시아 총선거
1990년 말레이시아 총선은 1990년 10월 20일 ~ 21일에 열린 말레이시아의 총선거이다. 마하티르 빈 모하맛이 이끄는 통일말레이국민조직(UMNO)가 최다 의석을 확보, 4선에 성공하였다.